# Неделните мачове
„Неделните мачове“ е български игрален филм (драма) от 1975 година на режисьора Тодор Андрейков, по сценарий на Тодор Андрейков и Антон Кафезчиев. Оператори са Иван Цонев и Стоян Злъчкин.

## Сюжет
Действието е съсредоточено в няколко уикенда, когато жителите на планинско миньорско селище живеят в очакване на предстоящите мачове. В новелата Зима шофьорът Коста се заплита в странна история, която завършва с брак. В Лято, на фона на световното първенство по футбол, в миньорското селище покълва любовта между Владо и Ваня...

## Актьорски състав
ЗИМА:
- Костадин Киряков – Коста
- Корнелия Петкова – Пепа (зима)
- Иво Русев – Стойко
- Надя Тодорова
- Велко Кънев
- Георги Петков – бащата на Пепа
- Йорданка Цанева – майката на Пепа
- Михаил Хекимов – Недев
- Снежана Пеева – каката

ЛЯТО:
- Руси Карабалиев – Владо
- Рут Бойчева – Ваня
- Велко Кънев – Барона
- Тодор Генов – Ники
- Надежда Захариева – Вера
- Веско Зехирев – Къцаров
- Анна Петрова – Радка
- Бистра Тупарова – влюбената
- Данаил Кацаров – миньор
- Ана Бенкина – Черната Вера
- Янчо Янев – Илия
- Михаил Чомаков – влюбеният
- Тодор Андрейков – човекът на стрелбището
- Богдан Глишев – Комсомолски секретар
- Елена Иванова – Дора
- Александър Арсов – статист – работник в мината